# J. Ottis Adams

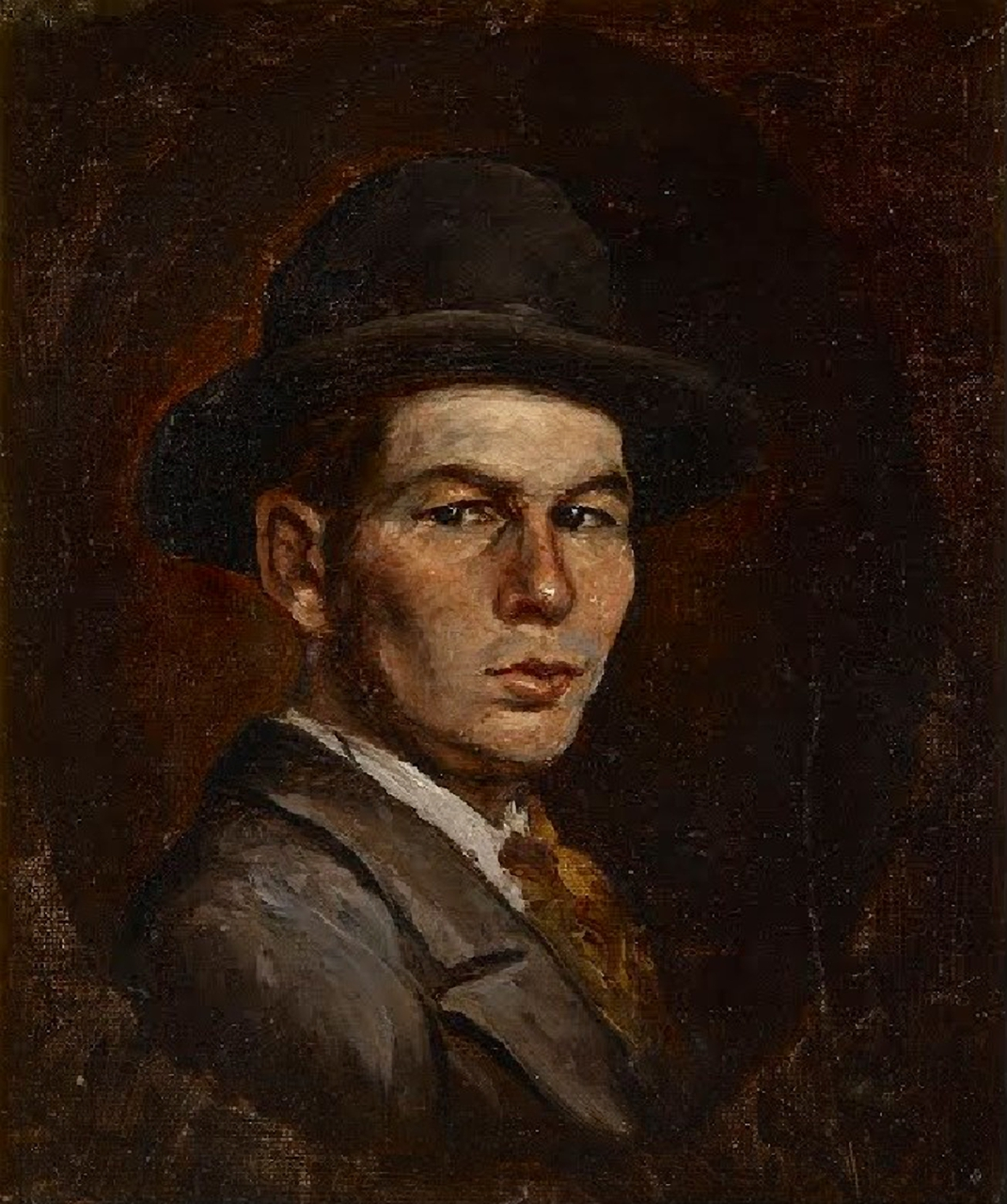
John Ottis Adams, Selbstporträt

John Ottis Adams (* 8. Juli 1851 in Amity, Johnson County, Indiana; † 28. Januar 1927 in Indianapolis, Indiana) war ein US-amerikanischer Maler und Kunstpädagoge sowie Mitglied der Hoosier Group, einer einflussreichen, dem amerikanischen Impressionismus zuzuordnenden Künstlergruppe aus dem Mittleren Westen der USA.

## Leben

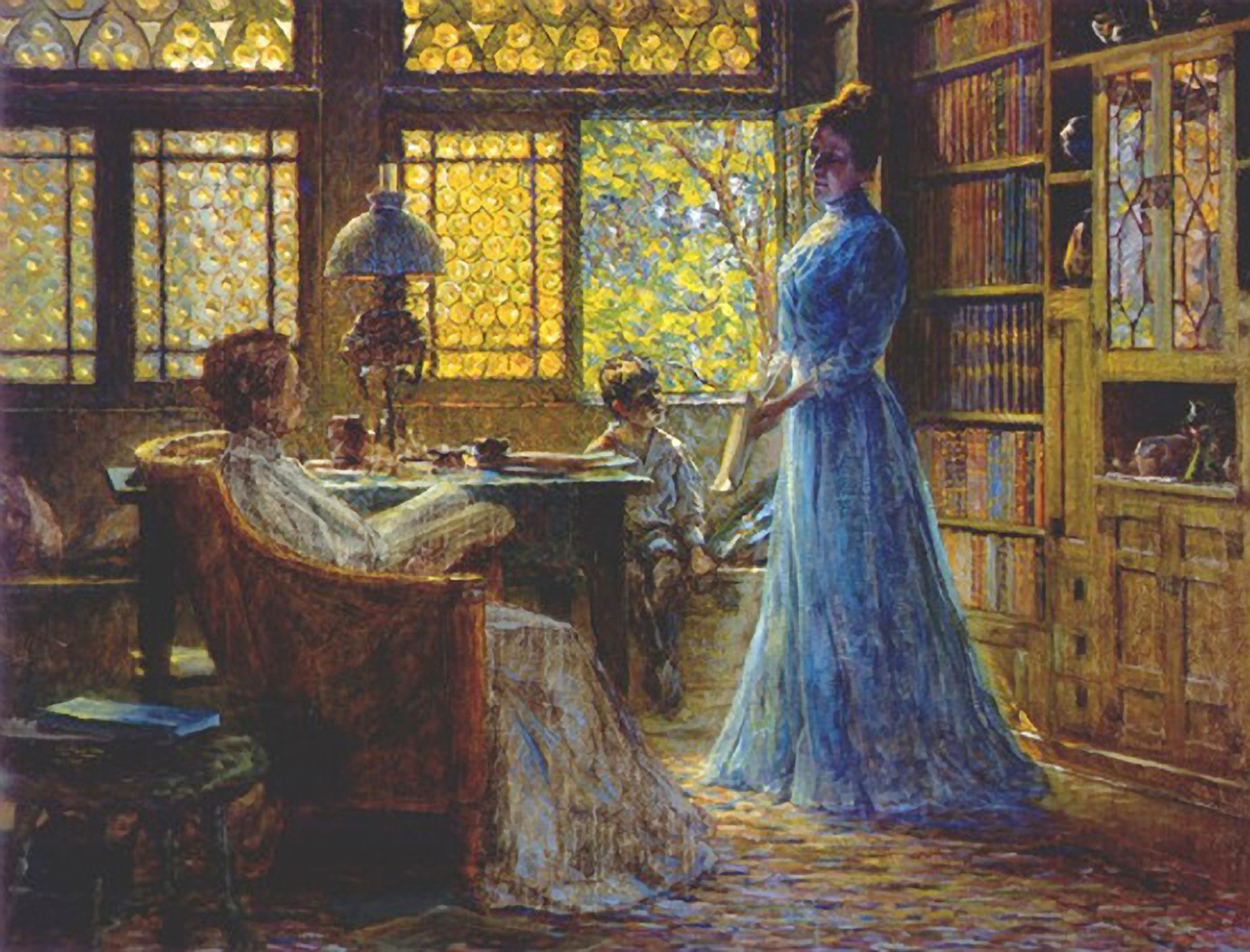
John Ottis Adams, Interieur mit eleganten Damen

John Ottis Adams verbrachte seine Jugend in Indiana, unter anderem in den Städten Franklin, Shelbyville und Martinsville. Mit etwa 16 Jahren verkaufte er sein erstes Stillleben. Von 1871 bis 1872 studierte er am Wabash College, brach das Studium jedoch ab, um an der South Kensington School of Art in London Kunst zu studieren. Dort erhielt er ein Zertifikat und kopierte Werke von John Constable und William Turner. Ab 1876 lebte er als Porträtmaler in Muncie, Indiana. Von 1880 bis 1885 studierte er an der Akademie der Bildenden Künste in München, unter anderem bei Gyula Benczúr und Ludwig von Löfftz, gemeinsam mit T. C. Steele und William Forsyth. Nach seiner Rückkehr gründete er 1889 mit Forsyth die Muncie Art School, die bis 1891 bestand. 1896 war er Mitbegründer der Society of Western Artists und fungierte von 1908 bis 1909 als deren Präsident.

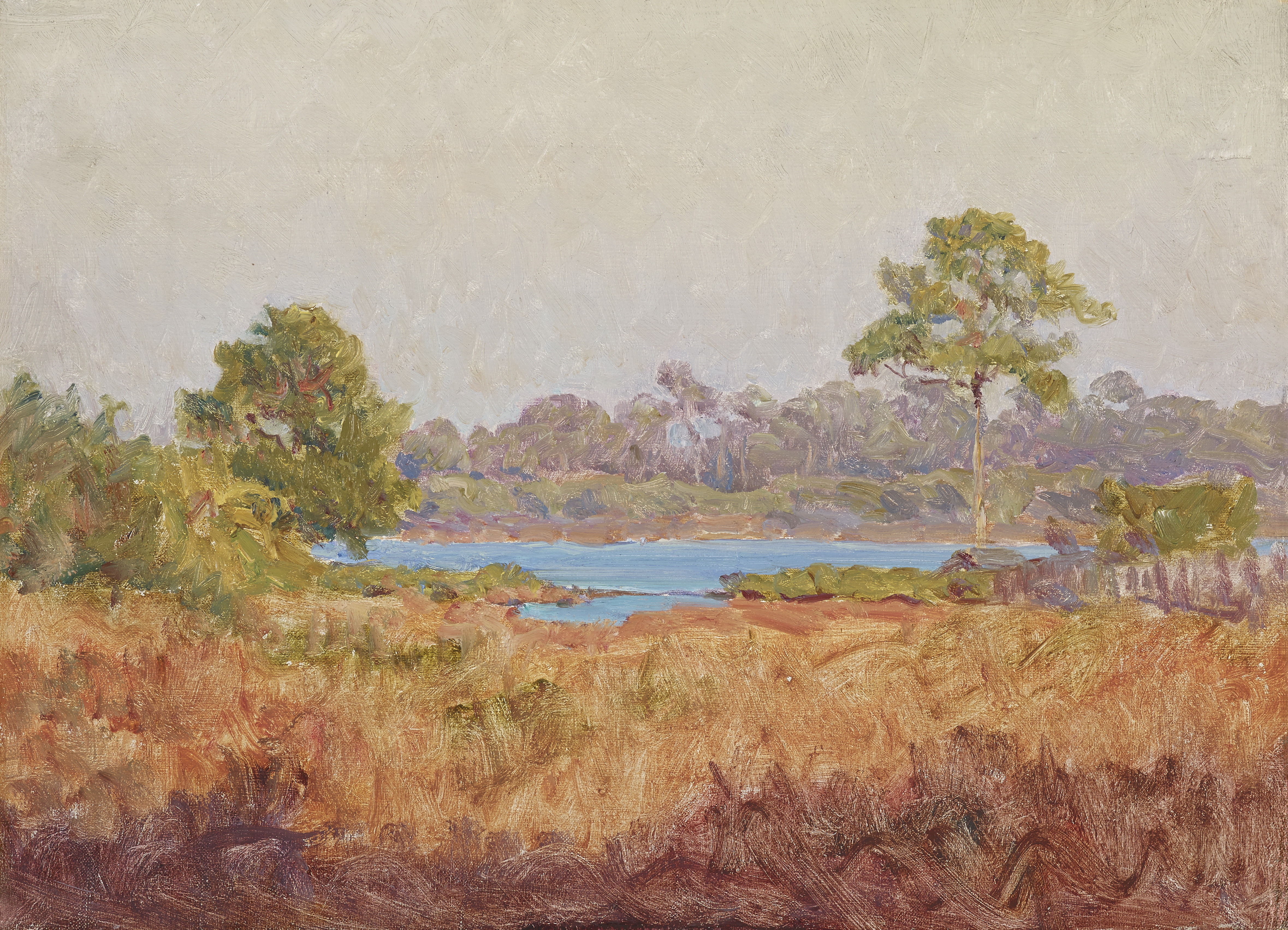
John Ottis Adams, Field Study, Florida. Indianapolis Museum of Art

Im Jahr 1898 erwarb er gemeinsam mit T. C. Steele das spätere Hermitage-Anwesen in Brookville am Whitewater River. Nach seiner Hochzeit mit Winifred Brady am 1. Oktober 1898 zog er dorthin und lebte bis zu seinem Tod auf dem Anwesen. Ab 1902 unterrichtete er auch am John Herron Art Institute in Indianapolis, schied jedoch 1906 aus, um sich ganz der Malerei zu widmen. Er unternahm Reisen für sein Spätwerk und verbrachte die Winter ab ca. 1915 in Florida sowie die Sommer in einem Haus in Michigan. Er starb am 28. Januar 1927 in Indianapolis und wurde in Muncie beigesetzt.

## Werk

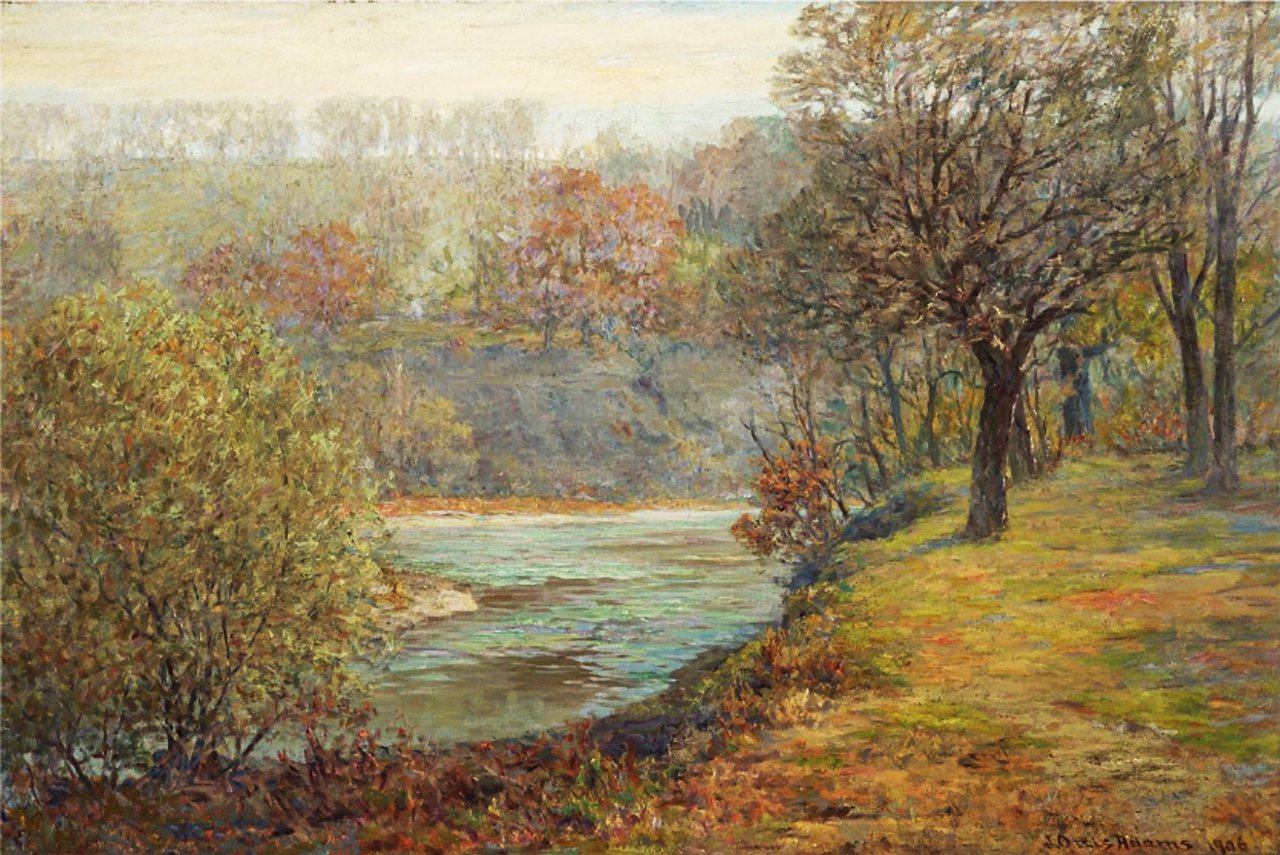
John Ottis Adams, Herbstliche Flusslandschaft

Das Œuvre von John Ottis Adams umfasst Landschaften, Porträts und Genreszenen. Während in seinen frühen Werken ein dunkler Tonalismus dominierte, wandelte sich sein Stil nach seiner Zeit in München unter dem Einfluss des europäischen Impressionismus zu einem hellen, lichtstimmigen Kolorit. Seine Sujets reichten von Indiana-Landschaften entlang der Muscatatuck- und Whitewater-Flüsse bis zu Motiven aus Florida und Michigan. Er malte Wash Day, Bavaria (1885) ebenso wie die Serie Frosty Morning (Brookville, 1905), für die er eine Auszeichnung in Buenos Aires erhielt. Er gehörte zu den fünf Malern der Hoosier Group, die auf Ausstellungen wie Five Hoosier Painters im Jahr 1894 in Chicago vertreten waren und den regionalen US-Impressionismus prägten.